# Eleonor Bindman

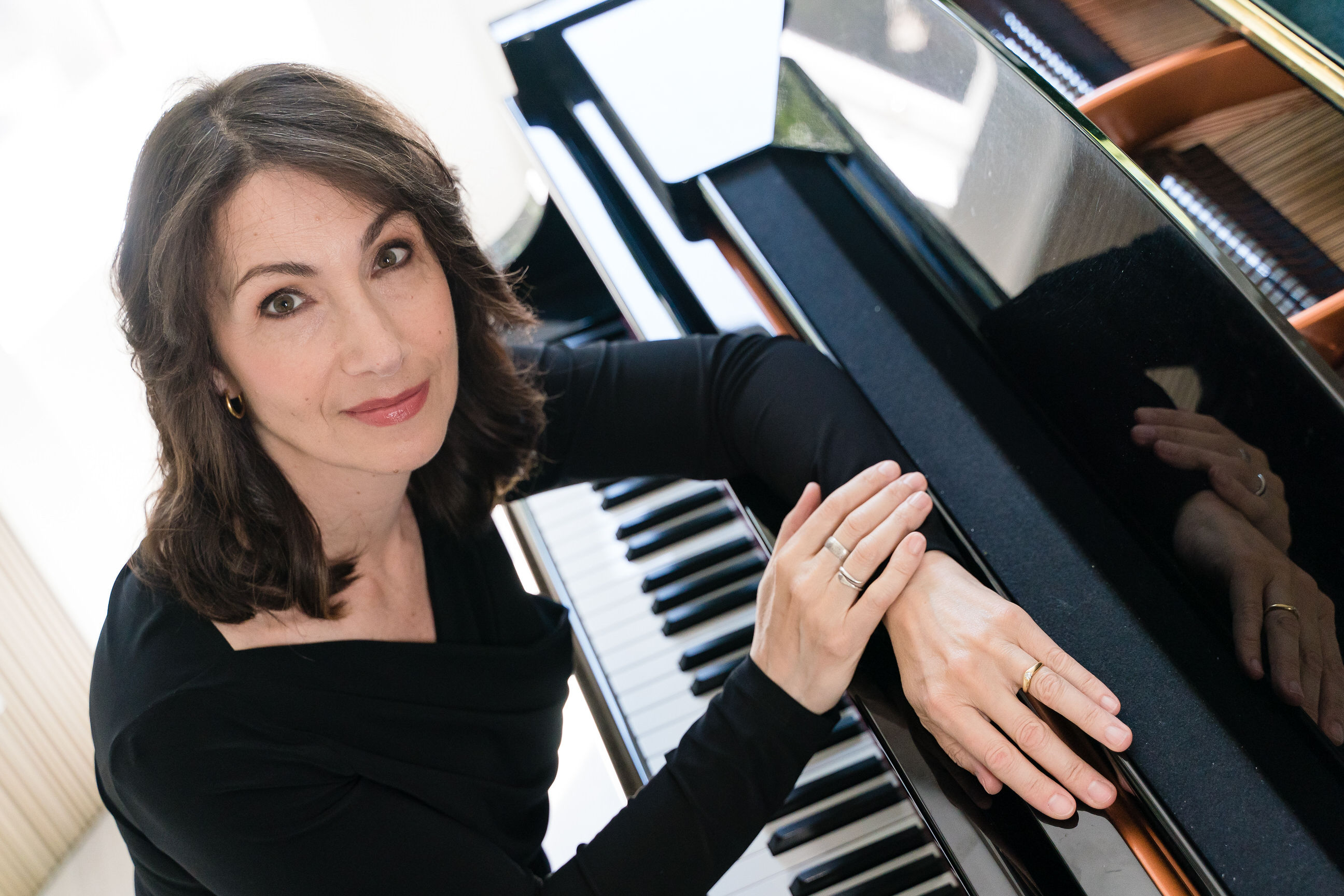
Eleonor Bindman an ihrem Bösendorfer-Flügel

Eleonor Bindman (geboren am 5. November 1965 in Riga, Lettische SSR) ist eine US-amerikanische Pianistin und Lehrerin. Sie ist bekannt für Klaviertranskriptionen, vornehmlich von Werken Johann Sebastian Bachs.

## Werdegang
Eleonor Bindman wurde in Riga geboren und besuchte schon früh die Emīls-Dārziņš-Musikschule, studierte das Fach Klavier bei Rita Kroner. Nachdem ihre Familie in die Vereinigten Staaten von Amerika ausgewandert war, besuchte Bindman die High School of Performing Arts und hatte als Studentin ein Voll-Stipendiat bei Lev Natochenny im Kaufman Music Center. Sie erlangte ihren B. A. im Fach Musik an der New York University und ihren M. A. im Fach Klavierpädagogik an der SUNY New Paltz unter der Leitung von Vladimir Feltsman.

## Karriere
Als aktive Kammermusikerin ist Eleonor Bindman in den USA und auch im Ausland aufgetreten, zum Teil als Solistin (mit dem National Music Week Orchestra, dem Staten Island Philharmonic, dem Hudson Valley Philharmonic, dem New York Youth Symphony sowie dem Radio und Television Sinfonieorchester Moskau). Ihr Recital-Debüt 1991 in New York wurde von der New York Times als „lebendig, klar strukturiert und urban, von beeindruckender Klarheit“ charakterisiert. Sie hat Werke uraufgeführt, die für sie komponiert wurden, so von Alexander Rom (Partita, 1998) und Sean Hickey (Hill Music A Breton Ramble, 2002).

## Transkriptionen und erste Einspielungen
Bindmans erste größere Transkription bestand in einer Bearbeitung von Mussorgskis „Eine Nacht auf dem Kahlen Berge“, 1998 herausgegeben von einem Notenverlag mit Sitz im New Yorker East Village: Carl Fisher Music. Dieses eigene Werk schloss Bindman in ihre Debüt-Aufnahme ein, zusammen mit anderen Stücken von Modest Petrowitsch Mussorgski. Inspiriert von Franz Liszts Opern-Paraphrasen, transkribierte sie später Tschaikowskis Walzer aus der Oper „Eugen Onegin“. Diese Bearbeitung fand Eingang ihre zweite Einspielung.
Eine in den 1990er Jahren eingegangene Klavier-Duo-Partnerschaft mit Susan Sobolewski unter dem Namen „Duo Vivace“ schuf erwünschte Gelegenheiten für gemeinsame Auftritte, Studien und bot auch neues Terrain für Transkriptionen. Ein Ergebnis dieser Zusammenarbeit bildete die 2022 erschienene Aufnahme „Out Of The Blue“. Die Einspielung schloss Gustav Holsts eigene Klavier-Duo-Version seines Werks „The Planets“ ein sowie das Arrangement für vier Hände von Leonard Bernsteins „Candide“ sowie George Gershwins „Rhapsody in Blue“.
Bindman befand die Qualität von Max Regers Klavierduo-Transkription der 'Brandenburgischen Konzerte' von Johann Sebastian Bach unzureichend und entschloss sich daher im Jahr 2014, eine eigene Umschreibung zu entwickeln. Als Partnerin konnte sie hierfür die Pianistin Jenny Lin gewinnen, die Veröffentlichung erfolgte unter dem Label „Grand Piano“ und wurde 2018 dort zum Bestverkaufsprodukt.
2019 entschied sich Eleonor Bindman, der Nachfrage eines Amateur-Klavierspielers zu entsprechen und Stepping Stones to Bach herauszugeben, eine Sammlung von leichten bis mittelschweren Arrangements von Bach'schen Orchester- und Choralmeisterwerken.
Nachdem Bindman die Vier Studien nach Cellosuiten von Johann Sebastian Bach, komponiert 1916 von Alexander Siloti, für sich entdeckt hatte, empfand sie die Notwendigkeit, die gesamte Bach'sche Vorlage (alle sechs Suiten) einer authentischen Klavierbearbeitung zu unterziehen, ein mehrjähriges Vorhaben, das 2020 seinen Abschluss fand und sowohl bei Bachliebhabern als auch bei Klavier-Enthusiasten begeistert aufgenommen wurde.
Ende 2022 konnte ein weiteres, großangelegtes Arrangement-Set fertiggestellt werden, die 'Orchestersuiten für Klavierduo', aufgenommen zusammen mit der Pianistin Susan Sobolewski.

## Lehrtätigkeit und Veröffentlichungen
Eleonor Bindman lehrt Klavier, Kammermusik, Musiktheorie und -geschichte sowohl in privatem Rahmen als auch in Musikschulen, etwa The Essex Conservatory, Ramapo College, Kaufman Music Center und The 92nd Street Y. Sie betreibt ein privates Musikstudio in Brooklyn, gibt Online-Unterrichtconsults via Zoom, veröffentlicht Fach-Artikel, gibt Klavier-Tipps auf ihrer Webseite und generiert wöchentlich Videosendungen unter dem Titel „Monday Morning Bach“ auf YouTube sowie auf anderen sozialen Mediaplattformen. Sie schuf eine musikalische Ressource unter dem Titel „Classical For Kids“, aber auch Artikel für Familien, welche darauf abzielen, eine musikalische Früherziehung durch das Streamen klassischer Musik zu ermöglichen.
Eine Reihe ihrer Bearbeitungen/Transkriptionen sind sowohl in Papierform als auch in elektronischer Form verfügbar, so unter anderem die „Cellosuiten für Klavier“ und die Edition Muzyka/Jurgenson Edition. Weitere Noten finden sich auf ihrer Webseite.

## Weitere Einspielungen
- Three Works by Modest Mussorgsky, Windsor Classics, 2000[16]
- Out of the Blue (mit Susan Sobolewski als Duo Vivace) Windsor Classics, 2002[17]
- Tchaikowskis Jahreszeiten, MSR Classics, 2005.[4]
- Left at the Fork in the Road, Naxos American Classics, 2007[18]
- The Brandenburg Duets : Bach’s Brandeburg Concertos arranged for Piano Duet by Eleonor Bindman, mit Jenny Lin, 2018[19]
- Johann Sebastian Bach: Cellosuiten BWV 1007-1012 arrangiert für Klavier, Grand Piano, 2020[20]
- J.S. Bach: Partitas BWV 825-830, Delos 2022[21]
- J.S. Bach : Orchestersuiten : transkribiert für Klavierduo von Eleonor Bindman, Grand Piano 2022[22]